# Task Force 37
La Task Force 37 ou TF 37 est une task force de l'United States Navy, puis de la Royal Navy  pendant les campagnes du Pacifique de la Seconde Guerre mondiale.

## Composition
En 1945, les HMS Formidable, Indefatigable, et Victorious font partie de la Task Force 37  et de la British Pacific Fleet.